# Pseudobaptria eurytaenia
Pseudobaptria eurytaenia är en fjärilsart som beskrevs av Hans Rebel 1908. Pseudobaptria eurytaenia ingår i släktet Pseudobaptria och familjen mätare. Inga underarter finns listade i Catalogue of Life.